# SV Anger
Der Sportverein ADA Anger, kurz SV Anger, ist ein Fußballverein aus der steirischen Marktgemeinde Anger. Der Verein gehört dem Steirischen Fußballverband (STFV) an und spielt seit der Saison 2016/17 in der fünfthöchsten Leistungsstufe, der Oberliga Süd/Ost.

## Geschichte
Der SV Anger wurde 1952 gegründet. Anger stieg 1977 erstmals in die Landesliga, die höchste Spielklasse des Bundeslandes, auf. In der Landesliga war man allerdings nicht lange vertreten und so fand man sich schnell wieder in den Tiefen des steirischen Fußballs. 1992 stieg man in die fünfthöchste Spielklasse auf. Als Meister der Oberliga Süd konnte man 1996 wieder in die Landesliga aufsteigen. In der Saison 1999/2000 qualifizierte sich Anger erstmals für die Hauptrunde des ÖFB-Cups, in dem man in der ersten Runde auf den Zweitligisten DSV Leoben traf, dem man jedoch deutlich unterlag. In der darauffolgenden Saison nahm man nach erfolgreicher Qualifikation gegen den SV Rottenmann ein zweites Mal teil, schied allerdings erneut in der ersten Runde aus, diesmal gegen den Regionalligisten SVG Reichenau.
Nach acht Spielzeiten in der Landesliga stieg Anger 2004 als Tabellenletzter wieder in die Oberliga ab. In der Saison 2004/05 war man in der Oberliga Süd/Ost allerdings deutlich überlegen und so wurde der Verein mit 20 Punkten Vorsprung Meister und stieg direkt wieder in die Landesliga auf. Wieder in der vierthöchsten Spielklasse angekommen wurde Anger wie schon zwei Jahre davor wieder Letzter und stieg erneut in die Oberliga ab. In der Saison 2007/08 verpasste man als Vizemeister hinter den Amateuren des TSV Hartberg noch den Aufstieg, 2008/09 wurde Anger schließlich mit einem Punkt Vorsprung wieder Meister und stieg somit nach drei Jahren Abwesenheit ein viertes Mal in die Landesliga auf.
In den ersten drei Saisonen platzierte man sich immer unter den Top 10, 2012/13 und 2013/14 war man jeweils stark in den Abstiegskampf verwickelt und man hatte als Zwölfter nur einen bzw. zwei Punkte Vorsprung auf die Abstiegsränge. Nach einer soliden Spielzeit 2014/15, die man als Siebter beendete, rangierte man in der Saison 2015/16 auf dem 14. Platz und musste somit in der Relegation gegen einen Oberliga-Verein um den Klassenerhalt spielen. Man traf auf den TSV Pöllau, beide Vereine gewannen jeweils auswärts mit 1:3, somit musste das Rückspiel im Elferschießen entschieden werden, in dem Anger Pöllau unterlag und somit nach sieben Landesligaspielzeiten wieder in die Oberliga abstieg.